# Coma White
«Coma White» (с англ. — «Кома Белая») — песня американской рок-группы Marilyn Manson. Это последний трек альбома Mechanical Animals. «Coma White» — хард-рок баллада, написанная одноимённым вокалистом группы, Твигги Рамирезом, Мадонной Уэйном Гейси, Зим Замом и спродюсированная Мэнсоном и Майклом Бейнхорном. Песня была вдохновлена отношениями Мэнсона и Роуз Макгоуэн и оцепенением, которое вызывало у него употребление наркотиков. В треке присутствуют малый барабан, тарелки, гитара, фортепиано и клавишный бас в инструментовке. Критики предлагали различные интерпретации её значения, начиная от песни о женщине-наркоманке и заканчивая критикой культуры знаменитостей. Песня получила в основном положительные отзывы музыкальных критиков, причём некоторые критики сочли её одной из величайших песен в карьере группы.
Режиссёром клипа на песню выступил Сэмюэль Бейер. В нём воссоздано убийство Джона Ф. Кеннеди с Мэнсоном в роли президента Кеннеди, Макгоуэн в роли Жаклин Кеннеди и другими участниками группы в роли агентов секретной службы; на нём также изображён Мэнсон распятый на кресте. Мэнсон объяснил, что это было задумано как дань уважения таким людям, как Кеннеди и Иисус, которые «погибли от рук неутолимой жажды человечества к насилию». Он вызвал серьёзные споры, и его премьера на MTV была отложена как из-за резни в средней школе Колумбайн, так и из-за смерти Джона Ф. Кеннеди-младшего. Реакция критиков на клип была неоднозначной; некоторые критики сочли его трогательным, в то время как другие сочли, что он не подходит к песне.

## Предыстория
После выхода альбома Antichrist Superstar (1996 г.), вызвавшего споры среди христианских фундаменталистов, Мэрилин Мэнсон не захотел возобновлять играть роль пугала. Он опасался, что это приведёт к тому, что он будет «обречён на рок-театральность на одной ноте» равно как группа Kiss и Элис Купер. Он хотел убедить случайных поклонников рок- и поп-музыки, которые ранее отвергали его, что он «больше, чем карикатура». Для своего следующего альбома Mechanical Animals (1998 г.) он черпал вдохновение в глэм-рок-музыке, которую Дэвид Боуи создавал в 1970-х годах, и даже использовал гардероб и причёску, похожие на Боуи.
Обсуждая Mechanical Animals с Лоррейн Али, Мэнсон сказал: «На этой пластинке есть что-то вроде истории любви. Имя, которое я дал той, в кого был влюблён, была „Coma White“ (с англ. — «Кома Белая»). Это звучит в начале как имя девушки, к которой я питаю любовные чувства, а заканчивается тем, что на самом деле это наркотик, который я принимаю. Так что я на самом деле не был уверен, в кого я всё таки был влюблён». В 1999 году Мэнсон сказал, что песня «Coma White» была вдохновлена его отношениями с киноактрисой Роуз Макгоуэн, уточнив: «Я начал чувствовать большую боль, через которую она прошла, и пластинка своего рода из документов, подтверждающих, что я впервые справляюсь с эмоциями и забочусь о ком-то. И я думаю, что я всё ещё выражаю страх перед тем, чтобы сделать это».
Мэнсона спросили об использовании слова «белый» в названии песни в интервью Consequence of Sound в 2017 году. Он ответил: «Многие люди думали, что это связано с расой, и это была скорее идея о том, что белый — это сочетание всех цветов». Мэнсон также сказал, что «Белый цвет часто встречается. Это как бы олицетворяет для меня то оцепенение, которое у меня было. Онемение проявляется при приёме наркотиков… во всех людях, которые хотят высосать из тебя жизнь, когда ты станешь рок-звездой».

## Композиция и интерпретация текста песни
«Coma White» — это хард-рок-баллада, в которой присутствуют элементы хэви-метала. Она была написана Мадонной Уэйн Гейси (Пого), вокалистом одноименной группы, Твигги Рамирезом и Зим Замом, а спродюсирована Мэнсоном и Майклом Бейнхорном. Его инструментовка включает в себя малый барабан, тарелки, гитару, фортепиано, меллотрон и клавишный бас. Она служит заключительной песней на Mechanical Animals. Чед Чайлдерс из Noisecreep описал песню как одну из «более урезанных попыток альбома». Мэнсон не кричит в «Coma White» и других песнях Mechanical Animals, как он это делал в некоторых своих ранних работах. Скорее, по словам Дэвида Брауна из Entertainment Weekly, он подражает вокальным стилям Марка Болана и Дэвида Боуи.
Рамирез исполняет гитарные соло в песне. Джозеф Шейфер из Stereogum находит гитарный рифф «Coma White» «жёстоким, холодным и гличёвым» и похожим на работу Эдриана Белью времён совместного творчества с Трентом Резнором. Шейфер чувствовал, что барабаны в песне звучат как совместная работа Роберта Джона «Матта» Ланга и Def Leppard на альбоме Hysteria (1987 г.).. Он также написал, что «малый барабан и тарелки кажутся немного сыроватыми, звон и трели достаточно прерывисты, чтобы предположить, что законы физики звука ослабевают по краям». В песне есть припев «A pill to make you numb / A pill to make you dumb / A pill to make you anybody else / But all the drugs in this world / won’t save her from herself» (с англ. — «Таблетка, чтобы оцепенеть / Таблетка, чтобы онеметь / Таблетка, чтобы стать совсем другой / Но ни один наркотик в мире / Не примирит её с самой собой»). Мэнсон ставит паузы перед словами «numb» и «dumb» в припеве, которые напоминают паузы в драматургии Пинтера. Есть «родственная» песня «Coma White» из альбома Holy Wood (In the Shadow of the Valley of Death) (2000 г.) под названием «Coma Black», которая также является балладой.
Критики предлагали разные интерпретации смысла песни. Роберт Эверетт-Грин из The Globe and Mail назвал её «песней об обречённой женщине, употребляющей наркотики». По словам Энн Пауэрс из Rolling Stone, песня, как и несколько композиций на Mechanical Animals, фокусируется на последних мгновениях человека перед смертью и предполагает темы предательства. Боб Валишевски из PluggedIn счёл «Coma White» антинаркотической и сравнил её с другими песнями альбома, такими как «I Don't Like the Drugs (But the Drugs Like Me)» и «The Dope Show», которые, по его мнению, приукрашивают употребление наркотиков. Шафер написал, что «Coma White» отображает «все любимые темы Мэнсона — соблазнительное зло отпускаемых по рецепту лекарств, потерянная любовь и „парализующий эффект“ культуры знаменитостей». Крейг Главати написал в своей рецензии для Houston Press, что песня посвящена убийству Джона Ф. Кеннеди.

## Клип
Видеоклип, срежиссированный Сэмюэлем Байером и впервые показанный по MTV 13 сентября 1999 года, представляет искажённую реконструкцию убийства Джона Ф. Кеннеди. Мэнсон, изображая Кеннеди, машет своим поклонникам. На полпути в Мэнсона стреляют, и он заваливается, головой оказываясь на коленях Роуз МакГоуэн, и умирает. Затем Мэнсон появляется прибитым к деревянному распятию, подобно Иисусу Христу.
В то время как показанная история не связана с текстом песни, содержание видео предвестило некоторые темы на следующем альбоме группы, «Holy Wood».

## Список композиций
Американский проморелиз
1. «Coma White» (Radio Edit) — 4:19